# Эх орон
Партия «Родина» (Партия Отчизны, монг. Эх орон нам), также упоминается как Монгольская демократическая новая социалистическая партия (монг. Монголын Ардчилсан Шинэ Социалист Нам) — левоцентристская политическая партия в Монголии.
Была основана 22 декабря 1992 года (зарегистрирована 12 декабря 1998 года) владельцем горнодобывающей компании «Эрэл» (Erel Group) Бадарчийном Эрдэнэбатом, и поскольку многие сотрудники группы «Эрэл» являются членами партии «Родина», последнюю часто называют «партией Эрэл».
В 2003 году вошла в «Демократическую коалицию — Родина» вместе с Демократическая партия Монголии и по итогам парламентских выборов 2004 года занимала четыре места в Великом государственном хурале с 2004 по 2008 год. С 2006 по 2007 год партия также получила два поста в правительстве: Б. Эрдэнэбат был министром топлива и ресурсов, а И. Эрдэнэбатар — министром окружающей среды. На парламентских выборах 2008 года не смогла получить ни одного мандата.